# Napraforgó
Napraforgó («Подсолнух») — третий номерной альбом венгерской поп-группы «Neoton Familia», записанный в 1979 году на лейбле Pepita. Он включал в себя 10 диско-композиций, в том числе «Santa Maria», с которой группа заняла 1-е место на международном MIDEM-фестивале в Каннах. Альбом занял 2-е место по продажам в Венгрии среди венгерских исполнителей после альбома «Gammapolis» группы «Omega» и получил «золотой» статус, а музыкальное обозрение Pop-Meccs дало альбому 3-е место в своём годовом рейтинге.

## Список композиций
| №   | Название                                              | Длительность |
| --- | ----------------------------------------------------- | ------------ |
| 1.  | «Ha szombat este táncol» (Если в субботу будут танцы) | 3:25         |
| 2.  | «Szédult napraforgó» (Пьяный подсолнух)               | 3:24         |
| 3.  | «Hegyirabló» (Разбойник)                              | 3:15         |
| 4.  | «Ha varázslolány lehetnék» (Если бы я умела ворожить) | 3:58         |
| 5.  | «Forrófejű lány» (Горячая девчонка)                   | 4:32         |
| 6.  | «Santa Maria» (Санта Мария)                           | 4:28         |
| 7.  | «Szia!» (Привет!)                                     | 3:35         |
| 8.  | «Megőrülök a szerelemért» (Схожу с ума от любви)      | 3:33         |
| 9.  | «Diszkókece» (Диско-малышка)                          | 3:13         |
| 10. | «Hazafelé» (Пора домой)                               | 3:49         |

Композиция «Santa Maria» была посвящена плаванию Христофора Колумба, так называлось его главное судно. Композиция «Szia!» была венгерским кавером песни «Uno» (1978) итальянской певицы Gloria Piedimonte, записывавшейся на лейбле Durium. Другой кавер Gloria Piedimonte — композиция «Ki szól?» («Кто говорит?»), венгерский вариант хита «Chi Sei» (1978, b-сторона «Uno») — в альбом не вошёл, но попал на компиляцию «Pepita Favorit» (1979), которая по результатам продаж получила в Венгрии «золото». Композиция «Diszkókece» была диско-вариацией венгерской народной песни «Kis kece lányom». Сингл "Santa Maria" был №1 в Ifjúsági Magazin Slágerlistája, он был продан в количестве более 120 тысяч копий и обрёл "золотой" статус. В венгерском хит-параде за весь год Slágerlistá'79 композиция "Santa Maria" была №2, "Ha szombat este táncol" №10 и "Szédult napraforgó" №19.

## Альбом «Sunflower»
В 1980 году группа записала англоязычную версию альбома «Подсолнух» — «Sunflower», которая была выпущена в 13-ти странах, включая Германию, Испанию, Данию и Грецию. Две композиции альбома («Hazafelé» и «Szia!») были заменены на «Needing someone» (англоязычную версию крупного хита 1976 года «Vándorének», который победил на венгерском конкурсе песни «Tessék választani!») и «Seeing is believing» (англоязычную версию песни «Tegnap még azt hittem», которая была b-стороной сингла «Vándorének»). Альбом стал хитом в Дании, Германии, Испании, Аргентине, Японии и на Филиппинах.

## Список композиций
1. Disco story (Ha szombat este táncol) — 3:25

2. Easy-breezy (Szédult napraforgó) — 3:26

3. Lord of the mountain (Hegyirabló) — 3:15

4. Seeing is believing (Tegnap még azt hittem) — 4:07

5. Hot-headed girl (Forrófejű lány) — 4:32

6. Santa Maria (Santa Maria) — 4:28

7. Needing someone (Vándorének) — 3:18

8. Discoketse (Diszkókece) — 3:13

9. Voodoo girl (Ha varázslolány lehetnék) — 3:58

10. Mad for love (Megőrülök a szerelemért) — 3:33

### Синглы с альбома
В качестве синглов в 13-ти странах с альбома были выпущены «Santa Maria»/«Easy-breezy» и «Lord of the mountain»/«Needing someone». Сингл «Santa Maria» вошёл в хит-парады шести стран, в том числе попал в TOP10 в Испании, Японии, Аргентине и на Филиппинах и в ТОР40 в Германии и Бразилии. В Испании композиция была №8 в TOP100 Canciones, №16 в TOP40 Radio и №24 (5 недель, 12.04.1980) в Superventas Chart (чарт продаж), благодаря чему "Neoton Família" обошла даже таких известных западных исполнителей как Пол МакКартни и «Queen». В Японии "Santa Maria" была №9 в TOP40 Radio, и компания Toshiba-EMI поспешила купить права на её распространение и выпустила свой вариант в исполнении японского певца Shigeki Yutani в Тайване, Гонконге, Южной Корее, на Филиппинах, островах Фиджи и в Латинской Америке. Всего за рубежом было продано около 150 тысяч копий сингла, в том числе около 30 тысяч экземпляров в Испании, где сингл стал "золотым", и 35 тысяч копий в Японии. Успех второго сингла был скромнее: «Lord of the mountain» был № 11 в радио-чарте Испании и вошёл в TOP40 в Польше и на Филиппинах, но зато стал крупным хитом (№3) в Аргентине, где была выпущена его португалоязычная версия.